# Andrea Costa
Andrea Costa (Ímola, 30 de novembro de 1851 — 19 de janeiro de 1910) foi um ativista socialista italiano.
Co-fundou o Partito dei Lavoratori Italiani em 1892 após renunciar seus princípios anarquistas  em 1879. É provável que isto tenha ocorrido devido ao seu casamento com a socialista russa Anna Kulischov. Em seu livro Meus anos em Exílio (em tradução livre), Eduard Bernstein escreveu, sobre a conversão: "Quando [Filippo Marzotti] escutou pela primeira vez a notícia de que Costa havia desistido da causa anarquista, ele ergueu as mãos com entusiasmo sobre sua cabeça, e gritou, repetidamente, quase em desespero: 'Anna! Anna! Anna!'".
Em seus últimos anos, Costa era um político ativo; ele foi prefeito de Ímola e representante no Parlamento Italiano.
Um dos sobrenomes do ditador italiano Benito Amilcare Andrea Mussolini havia sido dado em sua homenagem.